# Les Jeux dangereux
Pour plus de détails, voir Fiche technique et Distribution.
Les Jeux dangereux est un film français de Pierre Chenal sorti en 1958, d'après le roman Les Gamins du Roi de Sicile de René Masson.

## Synopsis
Alain est le fils unique d'un couple de riches bourgeois. Il prend des leçons de violon à Ménilmontant, où il est repéré par Fleur, une jeune fille pauvre : elle va le kidnapper pour demander une rançon aux parents du jeune homme, argent qui servira à payer un bon avocat à son frère accusé d'avoir tué un policier.

## Fiche technique
- Titre original : Les Jeux dangereux
- Titre anglais : Dangerous Games
- Réalisation : Pierre Chenal
- Scénario : Paul Andréota, Pierre Chenal, d'après le roman de René Masson
- Décors : René Petit
- Photographie : Marcel Grignon
- Montage : Suzanne Rondeau
- Son : Pierre Bertrand	et Lucien Lacharmoise
- Musique : Paul Misraki
- Sociétés de production :  Films Metzger et Woog -  Zodiaque Productions et  Cino Del Duca
- Directeur de production : Hugo Bénédek
- Affiche de Gilbert Allard
- Pays de production :  France -  Italie
- Langue : français
- Format : Noir et blanc - 1,37:1 - 35 mm - Son mono
- Genre : Policier
- Durée : 95 minutes
- Dates de sortie : 
  - France :  19 décembre 1958
  - Italie :  29 janvier 1959
- Affiche : Gilbert Allard (France)

## Distribution
- Jean Servais : Fournier, le détective privé
- Pascale Audret : Fleur
- Joël Flateau : La Puce
- Fabrice Bessy : Alain Leroy-Gomez
- Germaine Montero : Mme Leroy-Gomez
- Louis Seigner : M Leroy-Gomez
- Yvette Étiévant : La mère de Fleur
- Judith Magre : Éliane Fournier
- Georgette Anys : La femme devenue folle à la mort de son fils
- Jean-Roger Caussimon : Bourdieux
- Jacques Hilling : L'inspecteur
- Jacques Dynam : Dédé - le chauffeur
- Jean-François Poron : Julien (comme Jean Poron)
- Robert Vattier : De Fontbelle, le professeur de violon
- Élida Dey : Norma
- Sami Frey : Arpia
- Claude Berri : un jeune
- Marcel Pérès : l'habitant-témoin qui se rase